# Ministero della difesa e della logistica delle forze armate
Il Ministero della difesa e della logistica delle forze armate (in iraniano: وزارت دفاع و پشتیبانی نیروهای مسلح) è il dicastero del governo della Repubblica Islamica dell'Iran responsabile della pianificazione, della logistica e del finanziamento delle Forze armate dell'Iran. Il ministero è considerato uno dei tre corpi ministeriali "sovrani" dell'Iran, a causa della natura del suo lavoro in patria e all'estero.